# Elzenstromakelkje
Het elzenstromakelkje (Rutstroemia conformata) is een schimmel die behoort tot de familie Rutstroemiaceae. Het leeft saprotroof op stelen en nerven van gevallen bladeren van els (Alnus). Het komt voor op vochtige plaatsen in elzenbossen. Het vormt apothecia.

## Kenmerken
De sporen zijn elliptisch, aan de uiteinden iets spits, en meten 10-12 x 5-5,5 µm. De asci zijn 8-sporig, cilindrisch-clavaat en meten tot 110 x 6-7 µm. De sporen liggen uniseriaat in de ascus. De parafysen zijn cilindrisch en hebben een top met een dikte tot 4 µm.

## Verspreiding
In Nederland komt het elzenstromakelkje  matig algemeen voor. Het staat op de rode lijst in de categorie 'Bedreigd'.